# 부도지
부도지(符都誌)는 신라 눌지왕 때 박제상이 저술했다는 사서인 《징심록》의 일부이다.
1953년에 그 후손인 박금(朴錦)이 그 내용을 발표함으로써 일반에 공개되었고, 1986년 번역본이 출간되어 널리 알려졌다.
조선 시대에 김시습에 의해 번역되었고, 그 필사본이 보관되고 있었다고 하지만 확인할 수 없다. 현존하는 《부도지》의 내용은 원본의 내용을 연구했던 기억을 복원한 것이라고 한다.

## 저자
박금의 본명은 박재익이며, 박제상의 55세손이다. 1895년 함경남도 문주(지금의 문천)에서 태어났다.
1930년대(1925년~1934년)에는 동아일보 기자로서 활동했으며, 만보산 사건을 취재하기도 했다.

## 징심록
《징심록(澄心錄)》은 3교(敎) 15지(誌)로 되어 있다.
- 상교 - 부도지(符都誌), 음신지(音信誌), 역시지(曆時誌), 천웅지(天雄誌), 성신지(星辰誌)
- 중교 - 사해지(四海誌), 계불지(禊祓誌), 물명지(物名誌), 가악지(歌樂誌), 의약지(醫藥誌)
- 하교 - 농상지(農桑誌), 도인지(陶人誌), 나머지 3지는 알 수 없다.

《부도지》외에 음신지, 역시지, 천웅지, 성신지 등을 복원했다고 하나 일반에 전해지지 않는다.

### 징심록추기
복원된 《부도지》에는 조선시대 생육신 중 한 명인 김시습이 《징심록》의 원본을 고대어에서 당시의 문장으로 적으면서 내력과 느낀 점을 덧붙였다.

### 요정징심록연의추기
박금씨가 《징심록》을 복원하면서 느낀 점을 기록하였다.

## 내용
- 시대는 짐세, 선천, 후천의 세 가지로 구분하고 있다.

선천(先天)의 시대가 열리기 이전에 짐세(朕世)라는 시대가 있었으며, 후천의 말기에 임검씨(단군)가 등장한 것으로 기록되어 있다.
- 각 지방의 전설로 남아 있는 ‘마고’가 민족의 시조로서 등장하고 있으며, 소리에 의해 세상이 창조되고, “오미의 화”로 말미암아 12부족이 나뉘게 되는 과정, 대홍수, 황궁·유인·환인·환웅씨의 계승과, 요와 순 임금에 의해 동방(단군조선)과 화하(하나라)가 분리되는 과정이 자세하게 서술되었다.

- 단군조선의 치세는 1천 년 간이며, 1천 년에 걸쳐 각 부족이 자리잡은 이후로 ‘단군조선을 포함한 치세’가 7천년으로 기록하고 있다. 즉, 《부도지》에 기록된 한민족의 기원은 1만 1천 년보다 이전이 된다.[2]

## 같이 보기
- 박제상 설화
- 만보산 사건
- 책
  - 《규원사화》
  - 《환단고기》